# Симфонический оркестр Канадского радио
Симфонический оркестр Канадского радио, Симфонический оркестр Си-Би-Си (англ. CBC Symphony Orchestra, сокращённо англ. CBCSO) — симфонический оркестр Канадской радиовещательной корпорации (Canadian Broadcasting Corporation, сокращённо англ. CBC), существовавший в 1952-64 гг.

## Краткий очерк
Основан в 1952 году в Торонто, где находилась штаб-квартира оркестра. Ядро коллектива (всего около 80 чел.) составляли музыканты Симфонического оркестра Торонто. Дебют оркестра состоялся в ходе радиотрансляции 29 сентября 1952 г. (были исполнены Третья симфония Сибелиуса и увертюра к «Золушке» Россини). Художественный руководитель и главный дирижёр — Джефри Уоддингтон (1904—1966), концертмейстер (в 1953-61 гг.) Элберт Прац (1914—1995). С оркестром выступали многие известные дирижёры, в том числе Жан-Мари Боде (Beaudet), Джон Барбиролли, Томас Бичем, Чарлз Маккерас, Пьер Булез, Роберт Крафт, выдающийся пианист Глен Гульд. Помимо общеизвестной классико-романтической музыки большое место (примерно 50 %) в репертуаре CBCSO занимали произведения XX века, в особенности канадских и американских композиторов.
Помимо сопровождения программ классической музыки по Канадскому радио (позже также по Канадскому телевидению) оркестр давал публичные концерты (преимущественно в канадских концертных залах), выступал на крупных музыкальных фестивалях, был занят в студийных аудиозаписях. Историческое достижение CBCSO — участие в записях оркестровых и ансамблевых сочинений И. Ф. Стравинского в 1962-64 гг., под управлением автора, который отличался чрезвычайной требовательностью к соблюдению предписанных им исполнительских нюансов (темпа, динамики, акцентов и пр.). В силу последнего обстоятельства эти записи (в 1990-х и начале 2000-х гг. включены в масштабные аудиособрания сочинений Стравинского и выпущены на компакт-дисках лейблов Sony / BMG) считаются важной точкой отсчёта для новых интерпретаций оркестровых и ансамблевых сочинений композитора. В 1965 г. на студии NFB (Канада) вышел документальный фильм «Стравинский», в который вошли кадры с участием музыкантов оркестра.
В 1961-64 гг. оркестр под управлением Роберта Крафта записал (также на лейбле компании Columbia) ряд сочинений Арнольда Шёнберга.
В 1964 году Канадское радио в Торонто приняло решение больше не содержать постоянный оркестр и нанимать музыкантов по мере необходимости (по контракту) из других местных оркестров. Последний публичный концерт Симфонического оркестра Си-Би-Си состоялся 7 марта 1964 г. в Торонтском университете.